# ちびミクさん
『ちびミクさん』（CHIBI MIKU SAN）は、みなみによる日本の4コマ漫画作品。音声合成ソフト「初音ミク」のキャラクターをめぐるメディアミックスのひとつである。
作者のみなみがWeb上で2008年6月5日より連載しているもので、2011年9月に連載内容を纏めた単行本第1巻がマイクロマガジン社より発売された。

## 作品概要
クリプトン・フューチャー・メディア（以下クリプトン）の音声合成ソフト「キャラクター・ボーカル・シリーズ」の第1弾である初音ミクをデフォルメした派生キャラクター「ちびミクさん」を中心とした日常を描く4コマ漫画作品である。
クリプトンの承諾を得てはいるが、「初音みっくす」「ろいぱら！」等、多くのCVシリーズのコミカライズ作品同様に「公式」ではない。
一部を除きセリフは無く、擬音や動きのみで表現されるサイレント漫画である。セリフがないことについてはみなみは、単行本1巻のあとがきで「文字を打ったり書いたりするのが面倒だから」と説明している。話の多くは独立しており、基本的にストーリー性を持たない。フォーマットは、1セットが4コマ×2本であり、単行本ではその2本が1ページに収められている。
単行本の権利表記はVOCALOIDがヤマハの登録商標であることに加え、著作権表記として1巻が「(C)2011 minami (C)Crypton Future Media, Inc. www.crypton.net。 (C)MICRO MAGAZINE 2011 亞北ネル (C)スミス・ヒオカ／CFM 弱音ハク (C)CAFFEIN／CFM 重音テト (C)線／小山乃舞世／ツインドリル」。2巻では「FL chan (C)Uruido／Image-Line Software 欲音ルコ (C)日勝ゆう／mugimeshi／Long Sleeper よわねこ (C)CAFFEIN」が記載されている。

## 登場人物
リンク先は本作の登場人物の元となった製品、キャラクター。
ちびミクさん
本作の主人公であり、明るく元気な女の子。ほぼ毎回話の中心におり、ネギが大好き。
はつねミク（後述）の妹であり、二人暮らしではあるが姉は仕事で不在が多く、自宅ではリンやレンが一緒に留守番をしてくれている設定になっている。
喜怒哀楽の表情が非常に激しく、単純な思考などの子供らしい姿が多く描かれる一方で、空気を読むなどすることも多い。
服装は、上着が縁どられていない、ベルトが見えない、左胸のエンブレムらしきものがない等、はつねミクとわずかながら相違がある。
ミクとはかなり歳の差があり、はじめてちびミクを見たMEIKOはミクとKAITOの子どもと勘違いしていた。
かがみねリン
はつね家の近所に住み、不在の多いはつねミクに代わってちびミクさんの面倒を見ている女の子。
悪戯好きでドSのため、頻繁にちびミクさんやレンをいじっている。
レンとは双子。基本的にだらけている。
表情がほとんど変わらず、一見すると怖いもの無しではあるが、はつねミクには頭が上がらなかったり、ちびミクさんとの別れを想像して涙してしまう等の一面もある。
非常にゲーム好きではあるが（PSPとちびミクさんが赤ん坊のころはGBASPを使っている）、腕前ではちびテトさんに敵わない。
また、雷が苦手。
かがみねレン
リンとは双子の男の子。
歩家路町一の紳士だが、そのせいで被害者的立ち位置になることが多い。
はつねミクに想いを寄せているような描写がある。
ゲームの腕もリンによって鍛えられているようであり、ちびミクさんとオセロをやった時には手加減するはずが盤面全部真っ黒にしてしまうこともあった。
作者は主にレンをリアル目つきにして書いている（ゆるくない絵）
ちびテトさん
ちびミクさんの友人で、礼儀正しく大人しい女の子。
ゲームの腕がリン以上であり、対戦して勝ったり、彼女のゲームのハイスコアを更新したことがある。
Kaitoの大ファンであり、彼のイベントに足しげく通ったり、グッズを手にした時は嬉々としている。
犬のハモが好きなのだが、アレルギーを持っている様子。
料理が壊滅的に下手で、なぜか食べた者を気絶させてしまうような毒に近い代物になってしまう。
ちびネルさん
ちびミクさんの友人で、自称ライバル。
ちょっと意地っ張りなところがある女の子。
レンに想いを寄せているが、毎度その想いは空回りしてしまう。
犬（ハモ含む）が苦手。
はつねミク
ちびミクさんの姉。かなりの人気歌手で仕事が多忙のため、家を留守にすることが多い。
妹であるちびミクさんを溺愛している。
独特の美的センスを持っており、帰ってくる度に皆にお土産を配るのだが、妙な物を渡すことも多い。
おっとりしており、やや天然なところもある。但し怒ると怖いらしく、かつて幼い頃のかがみね姉弟にトラウマを与えている程。
よわねハク
ちびミクさん達がよく訪れる駄菓子屋の「おかしの店よわね。」の店主。気弱で引っ込み思案な性格ではあるが、子供好きでちびミクさんらと親しい。
スタイルは良いが運動などは滅法苦手。
はつねミクとは幼馴染。
Kaito
テレビスターであり、数少ない男性キャラクター。
スターでありながら残念な扱いを受けることがかなり多い。ただし、ちびテトさんだけは彼の大ファン。
アイスが大好物。
はつねミクらとはかつて一緒に住んでおり、スターとなった今も親交がある。
Meiko
Kaitoと共にテレビに出演している。
彼女もまた、はつねミクらと共に住んでいた。
豪快な性格で、すぐに手が出るタイプ。酒好きかつ酒乱。
ハモ
リンが拾い、はつね家で飼うことになった白い犬。作品上の命名者はリン（実際には読者アンケート）。
自由奔放な性格ではあるが、自分より強い相には絶対服従。
格下と判断した相手を噛む事が多い。
FLちゃん
「おかしの店よわね。」の向かいに開店した「ファンシーショップ　えふえる」の店長。よく転倒する。あまりにも豪快に転倒するため、開店時は暫くハクが心配して店を手伝った程。 怒るとこわい。料理が天才的にうまいが、作業中にとてつもなく大きな音を立てる。猫が苦手。
めぐりねルカ
かわいいものに目がない女性で、ちびミクさんに出会ったことがきっかけで「ファンシーショップ　えふえる」でアルバイトを始める。
ちびスズさん
大食いでいつも空腹にしている少女。ちびミクさんの友人となる。ちびテトさんの作った料理や菓子を食べても平気だが不味さに激高する。歌は破滅的に下手で、コップにひびが入るほど。
元となった「清音スズ」（きよねスズ）は作者オリジナルのキャラクター。
よくねルコ
はつねミク、よわねハクの幼い頃の友人。無口だが非常に思いやりがある。かつては歩家路町に住んでいたが、引っ越してしまう。
後に歩家路町を訪れ、ミクたちと再会する。その後、ちびミクさんとミクを自宅に招待し、かなり裕福な家庭であることが判明する。
ミクの妙なプレゼントを気に入るなど、こちらの美的センスもなかなか独特。なぜかKaitoと気が合う。
うたねウタ
よくねルコの使用人。常にクールで仕事をこなしているが、ちびミクさんの冗談に付き合う一面も。ハモに興味があり、犬好き。
ゲームやネットが好きで、オンライン選でちびテトさんに勝つほどの実力をもっている。
ももねモモ
よくねルコの使用人。ほんわかとした雰囲気で、ちびミクさん大好きっこ。料理が得意で、レンがライバル心燃やしている様子。
よわねこ
「おかしの店よわね。」に居つく猫。「にあ〜」と鳴く。

## 用語
歩家路町（ぼかろちょう）
本作の舞台である町。VOCALOIDの略称「ボカロ」に漢字を当てたものである。
単行本いちのカバー裏にタウンマップが描かれている。駅から順に、「おかしの店よわね。」、あきた家、はつね家、かがみね家、かさね家があり、全員の家は近所同士にあたる。
NeGiサワー
はつねミクとちびミクさんが大好きな炭酸飲料。元々リンがちびミクさんにいたずらするために買って来た物である。

## 単行本とオンライン漫画の違い（編集中）
- ブラックロックシューターのアニメが放送される話で、放送されるアニメが同作者の「とらぶるスピリット!」に変更されている。
- 77話と78話が単行本に収録されていない。
- よわねくじ引きの特賞がねぎパラさんからねぎねこさんに変更されている。
- ちびミクさんの誕生日の話が単行本に収録されてない。
- ガチャガチャでパラさんが「とらぶるスピリット!」に変更されている。
- 幸せキャンディーの話が単行本にはない。
- カピパラさんまんじゅうがクロネコさんまんじゅうに変更されている。
- はつねミクからのお土産がツインカピパラからねぎネコさんに変更されている。
- はくねーさんDXが単行本に収録されていない。

## 単行本
マイクロマガジン社よりマイクロマガジンコミックスで単行本が刊行されている。
1. いち（2011年9月27日発行）ISBN 978-4-89-637373-8
2. に（2012年8月30日発行）ISBN 978-4-89-637398-1
3. さん（2013年8月31日発売）ISBN 978-4-89-637434-6
4. よん（2014年8月31日発売）ISBN 978-4-89-637471-1